# 蝘蜓座110913-773444
蝘蜓座110913-773444（通常簡記為蝘蜓座110913）是一個似有原行星盤環繞的天體，由凱文·盧曼（Kevin Luhman）與賓夕凡尼亞大學的其他人使用史匹哲太空望遠鏡、哈伯太空望遠鏡及兩架位於智利的望遠鏡共同發現。
該天體比已知最小的棕矮星OTS 44更小，科學家對其應分類為次棕矮星（與行星）還是流浪行星（與衛星）尚未取得共識。 

## 外部連結
- Extrasolar Planet Encyclopidea: Notes for Cha 110913
- Cha 110913-773444 （页面存档备份，存于）
- NASA: A Planet With Planets? Spitzer Finds Cosmic Oddball（页面存档备份，存于）